# Chylismia megalantha
Chylismia megalantha är en dunörtsväxtart som först beskrevs av Philip Alexander Munz, och fick sitt nu gällande namn av Warren Lambert Wagner och Hoch. Chylismia megalantha ingår i släktet Chylismia och familjen dunörtsväxter. Inga underarter finns listade i Catalogue of Life.